# Trępnowy (osada)
Trępnowy – osada w Polsce położona w województwie pomorskim, w powiecie malborskim, w gminie Nowy Staw.